# Walenty Machowski
Walenty Marian Machowski (ur. 22 stycznia 1888 w Kaliszu, zm. 17 czerwca 1937 w Poznaniu) – polski lekarz, działacz niepodległościowy i społeczny, radny Poznania.

## Życiorys
Był synem Mikołaja i Marii z Klimkiewiczów. Ukończył gimnazjum w Kaliszu. Należał do konspiracyjnej organizacji „Róża”. Podczas strajków szkolnych związanych z działalnością niepodległościową został aresztowany i osadzony na kilka miesięcy w więzieniu w Kaliszu.
Studiował medycynę we Lwowie i Krakowie. Podczas studiów zaangażował się w działalność organizacji „Promień”.
W czasie I wojny światowej należał do Legionów.
Po przeprowadzce do Poznania rozpoczął działalność społeczną. Był radnym Rady Miejskiej Poznania w kadencjach 1930–1933 i 1934–1937 (prezes Klubu Narodowego Bloku Gospodarczego), członkiem Rady Naczelnej Związku Miast RP, członkiem Sejmiku Wojewódzkiego w Poznaniu, członkiem Rady Naczelnej Związku Rewizyjnego Samorządu Terytorialnego, członkiem Komitetu Redakcyjnego „Nowin Społeczno-Lekarskich”. członkiem Zarządu Związku Lekarzy Województwa Poznańskiego, wiceprezesem obwodowego Związku Lekarzy RP, członkiem Zarządu Izby Lekarskiej Pomorsko-Poznańskiej.
Jego wnukiem jest Andrzej Machowski, polityk, urzędnik samorządowy, poseł na Sejm II kadencji.

## Ordery i odznaczenia
- Krzyż Komandorski Orderu Odrodzenia Polski (pośmiertnie, 11 listopada 1937)[2]
- Złoty Krzyż Zasługi (11 listopada 1936)[3]
- Medal Niepodległości (23 grudnia 1933)[4]